# Чавес, Ньюфло де
Ньюфло (Нуфрио) де Чавес (исп. Ñuflo (Nufrio) de Chaves (Chávez), 1518—1568) — испанский конкистадор, основатель города Санта-Крус-де-ла-Сьерра.

## Биография
Родился в 1518 году в деревушке Санта-Крус-де-ла-Сьерра неподалёку от Трухильо. Как и его брат Диего (ставший духовником короля Филиппа II) получил хорошее образование, но выбрал военную карьеру.
В 1542 году в составе сил Кабеса де Ваки прибыл на территорию современного Парагвая. Исследовал реку Парагвай, достиг водопадов Игуасу. Участвовал в смещении Кабеса де Ваки и упрочении вместо него власти Доминго Мартинеса де Ирала. В 1546 году Ирала поручил ему попытаться отыскать легендарные Серебряные горы. В следующем году он стал первым европейцем, проплывшим по реке Пилькомайо, и достиг Анд.
В сентябре 1548 года по поручению Иралы Чавес вместе с четырьмя другими испанцами и сотней индейцев отправился в долгий путь в Лиму, чтобы проинформировать губернатора Педро де ла Гаску о ситуации в Парагвае и поспособствовать назначению Ирала официальным губернатором этих мест. Однако де ла Гаска имел негативные отзывы об Ирале, и оставил просьбы Чавеса без внимания, в результате чего ему пришлось вернуться в Асунсьон без какого-либо результата. В 1553 году совершил экспедицию в регион Гран-Чако.
Перед своей смертью в 1556 году Доминго Мартинес де Ирала поручил Чавесу основать город в землях индейцев жарака. Ему этого там сделать не удалось, и он поднялся на север практически до реки Гуапоре, где у испанцев произошла стычка с индейцами. Исполнявший обязанности губернатора Эрнандо де Мендоса направил Чавеса вместе со 158 солдатами основать город на землях индейцев чикитанос. 1 августа 1559 года на берегу реки Гуапай был основан город Нуэва-Асунсьон.
В то время в Перу шла борьба между различными испанскими группировками. Чавес предпочёл отправиться в Лиму, и предъявил свои претензии на землю лично вице-королю Андресу Уртадо де Мендосе. В 1560 году вице-король назначил своего сына Гарсию губернатором провинции Мохос, а Чавеса — его заместителем; так как Гарсия был постоянно занят в Чили, то Чавес стал фактическим губернатором провинции.
26 февраля 1561 года Чавес основал город Санта-Крус-де-ла-Сьерра, назвав его в честь родной деревни в Эстремадуре. В соответствии с королевским декретом от 29 августа 1563 года, Королевская аудиенсия Чаркаса провела соответствующий раздел территории и установила юрисдикцию над проживавшим населением. Чтобы заселить новый город, Чавес отправился в Асунсьон и уговорил значительную часть поселенцев перебраться в Санта-Крус. Однако по пути они были атакованы индейцами, а многим из прибывших новые места не понравились, и они предпочли вернуться в Асунсьон. Чавесу пришлось эскортировать их обратно, и на этой дороге он в сентябре 1568 года погиб в сражении с индейцами. Несколько лет спустя основанное им поселение пришлось из-за непрекращавшихся конфликтов с индейцами переместить на 220 км западнее.

## Память
В честь Ньюфло де Чавеса названа провинция Ньюфло-де-Чавес в департаменте Санта-Крус в Боливии.